# Tiliacora australiana
Tiliacora australiana är en tvåhjärtbladig växtart som beskrevs av Lewis Leonard Forman. Tiliacora australiana ingår i släktet Tiliacora och familjen Menispermaceae. Inga underarter finns listade i Catalogue of Life.